# 宮地駅
宮地駅（みやじえき）は、熊本県阿蘇市一の宮町宮地にある、九州旅客鉄道（JR九州）豊肥本線の駅である。

## 概要
豊肥本線の運行上の拠点となる駅で、当駅を経由する旅客全列車が停車する。
普通列車は双方向とも大半の列車が当駅で折り返しとなる。特急列車は「あそぼーい！」が当駅始発・終着で運行される。肥後大津・熊本方面の列車は比較的多いが、豊後竹田 - 当駅間の普通列車は県境の山間地帯を挟むこともあり、1日5往復と本数が極端に少なくなる。

## 歴史
かつては構内に宮地機関区が存在しており、現存する転車台がその遺構である。

### 年表
- 1918年（大正7年）1月25日：鉄道院（後に日本国有鉄道）宮地軽便線が立野駅から延伸された際の終着駅として開業[2][3]。
- 1928年（昭和3年）12月2日：玉来 - 当駅間が開通[2]、豊肥本線の途中駅となる[2]。
- 1945年（昭和20年）8月1日：当駅構内に宮地機関区を開設[4]。
- 1964年（昭和39年）3月17日：宮地機関区廃止[5]。
- 1982年（昭和57年）11月15日：貨物取扱廃止[3]。
- 1984年（昭和59年）2月1日：荷物扱い廃止[3]。
- 1987年（昭和62年）4月1日：国鉄分割民営化により九州旅客鉄道に継承[2][3]。
- 2017年（平成29年）
  - 9月17日：平成29年台風18号の影響により、阿蘇 - 中判田間で不通となり営業休止[6]。
  - 9月19日：阿蘇 - 豊後竹田間で代行タクシー輸送を開始[7]。
  - 9月22日：阿蘇 - 三重町間で運転再開[8]。
- 2023年（令和5年）10月1日：JR九州サービスサポートによる業務委託駅から[9]九州旅客鉄道本体による直営駅へと変更される[10]。

## 駅構造
島式ホーム1面2線を有する地上駅。駅舎とホームは構内踏切で連絡している。車両基地所在駅で夜間滞泊が設定されている。
1943年（昭和18年）11月竣工の駅舎は、当駅至近に存在する阿蘇神社にちなみ、社を模したものとなっている。有人駅であり、きっぷうりばが設置されている。
構内には引込み線のほか転車台があり、当駅折返しの「SLあそBOY」牽引の蒸気機関車 (58654) が方向転換のために使用されていた。

### のりば
| のりば | 路線      | 方向 | 行先               |
| ------ | --------- | ---- | ------------------ |
| 1・2   | ■豊肥本線 | 上り | 肥後大津・熊本方面 |
| 1・2   | ■豊肥本線 | 下り | 豊後竹田・大分方面 |

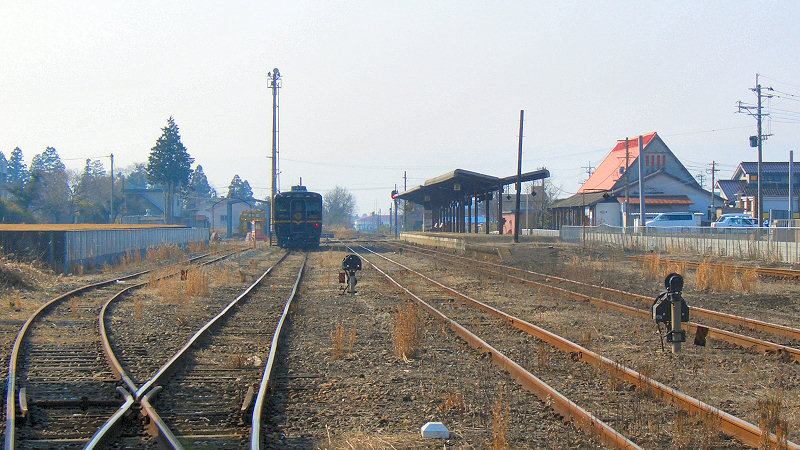
構内遠景
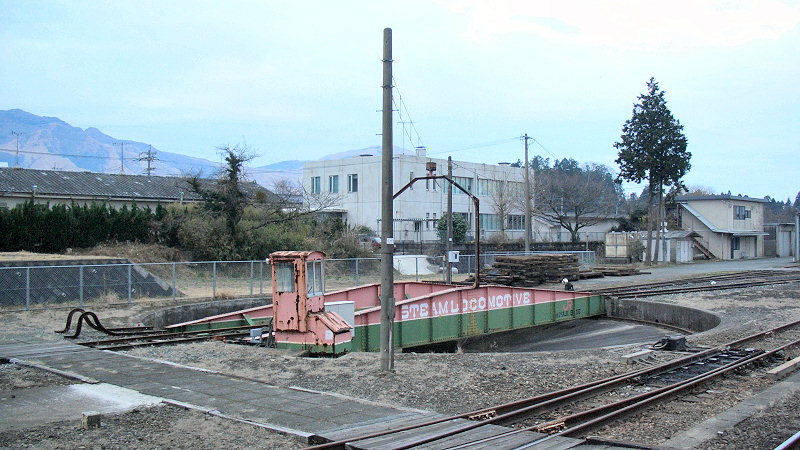
転車台
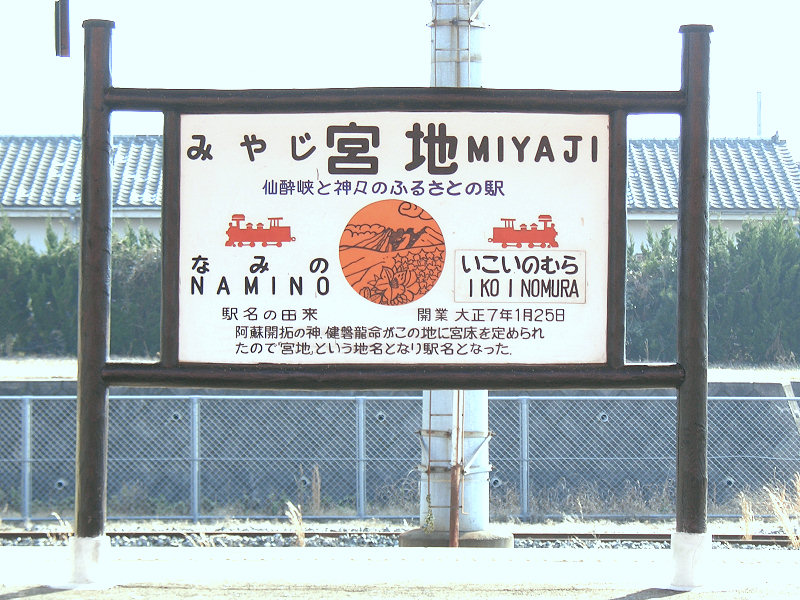
駅名標

## 駅周辺
駅周辺は阿蘇市の中心地である。
- 国道57号
- 大分県道・熊本県道11号別府一の宮線
- 阿蘇市役所
- 熊本地方法務局阿蘇支局
- 熊本国税局阿蘇税務署

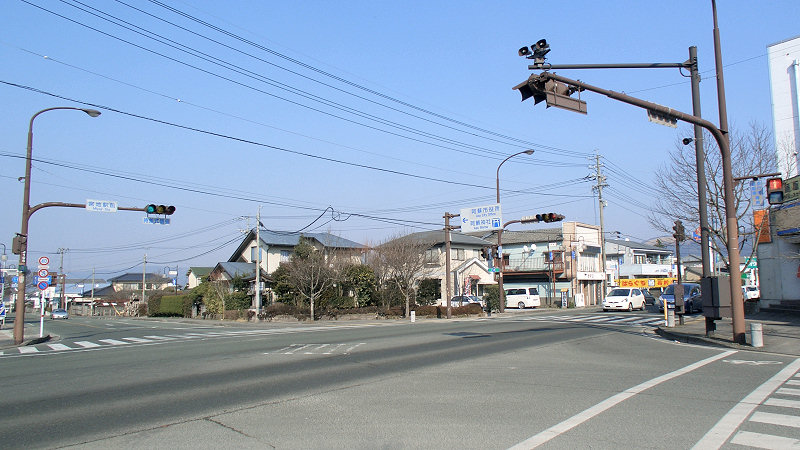
駅前風景

- 熊本労働局阿蘇公共職業安定所（ハローワーク阿蘇）
- 阿蘇警察署
- 一の宮郵便局
- 阿蘇市立一の宮図書館
- 熊本県立阿蘇中央高等学校
  - 阿蘇校舎（旧・熊本県立阿蘇高等学校）
  - 阿蘇清峰校舎（旧・熊本県立阿蘇清峰高等学校）
- 阿蘇市立一の宮中学校
- 阿蘇市立一の宮小学校
- 宮地保育所
- 阿蘇神社[1]
- 仙酔峡
- 大阿蘇病院
- 阿蘇勤労者体育センター
- 国立阿蘇青年自然の家
- ベスト電器阿蘇一の宮店

### バス路線
駅前駐車場脇に産交バスの宮地駅前バス停がある。
- 宮地中央・阿蘇中央高校・内牧・内牧温泉・阿蘇駅・阿蘇医療センター方面
- 産山村方面
- 赤水駅前・阿蘇くまもと空港・熊本市方面（やまびこ号）
- 玉来・犬飼久原・大分市方面（やまびこ号）

## 隣の駅
九州旅客鉄道（JR九州）
■豊肥本線
- 特急「九州横断特急」停車駅、「あそぼーい!」発着駅

■普通
波野駅 - 宮地駅 - いこいの村駅